# Datapoint 2200

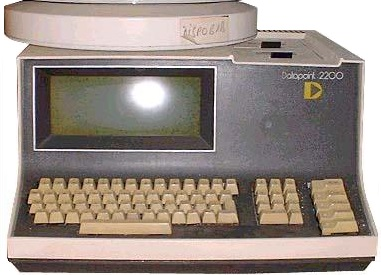
Datapoint 2200

Le Datapoint 2200 est un terminal programmable conçu par les Américains Phil Ray et Gus Roche, annoncé par  Computer Terminal Corporation (CTC) (en) en juin 1970, et commercialisé en masse à partir de 1971[réf. nécessaire].  Il était conçu comme un terminal polyvalent et économique pour se connecter à divers ordinateurs, en chargeant des programmes d'émulation depuis une bande, alors que la plupart des terminaux de l'époque étaient câblés.
Cependant, les utilisateurs ingénieux du secteur de l'informatique de gestion (en particulier ceux de Pillsbury Foods) réalisèrent que ce terminal programmable avait tout ce qu'il fallait pour effectuer les tâches d'un petit ordinateur, et utilisèrent leurs 2200 comme ordinateurs indépendants.
Le Datapoint 2200 disposait de 8 ko de mémoire interne et utilisait des cassettes d'une capacité de 130 ko pour stocker les informations. Une unité de disquettes de 8 pouces devint ensuite disponible.
Le jeu d'instructions de ce terminal, dont le processeur était réalisé par des circuits intégrés discrets, a été repris dans le microprocesseur 8008, qui a servi de base à l'architecture x86 sur laquelle fut fondé l'IBM PC.